# شارلوت به بازارچه میاید
شارلوت به بازارچه می‌آید فیلمی به کارگردانی و نویسندگی عباس جلیلوند محصول سال ۱۳۵۶ است.

## خلاصه داستان
اکرم، که نام شارلوت را برای خود انتخاب کرده، پس از هفت سال اقامت در فرنگ همراه دوستش جکسون و خواهر او به زادگاهش بوشهر بازمی‌گردد و در خانهٔ پدرش مهدی و برادرش اکبر اقامت می‌کند. طرز رفتار شارلوت و دوستانش خشم اهل محل را برمی‌انگیزد. اکبر با دوست خل مزاجش مرتضی با اوباش محل، به سردستگی قاسم، درمی‌افتد و پس از مدتی به خواهر جکسون علاقمند می‌شود. بابامهدی به بستر بیماری می‌افتد و از دخترش می‌خواهد که برای او چند شمع در سقاخانهٔ محل روشن کند. مرتضی همراه شارلوت محل را ترک می‌کنند و بابامهدی اکبر را در پی آنها می‌فرستد. قاسم و اوباش محل مزاحم شارلوت می‌شوند و اکبر با آنها درگیر می‌شود و بر اثر ضربه‌هایی که بر او وارد می‌شود جان می‌دهد. شارلوت با پیکری زخمی خود را به خانه می‌رساند و با جسد پدرش روبرو می‌شود و رو در روی دو دوست فرنگی اش به زانو در می‌آید.سلام سینما

## بازیگران
- جمشید مشایخی
- نوری کسرایی
- ذکریا هاشمی
- عزت‌اله رمضانی فر
- محمود بصیری
- کریم نشاط
- جواد گرانبها
- محمد صادقی
- کیسی کانال
- لاری پرنیز
- توران مهرزاد
- شهروز رامتین
- پروین سلیمانی